# Ostatnia szychta na KWK Piast
Ostatnia szychta na KWK Piast – wiersz autorstwa Jana Michała Zazuli (pseud. Jakub Broniec) z Krakowa oraz piosenka z jego tekstem autorstwa Jana Krzysztofa Kelusa (1982). Utwór był bardzo popularny podczas trwania stanu wojennego w Polsce. 
Tekst nawiązuje do ostatniego antykomunistycznego protestu w stanie wojennym, który miał miejsce w Kopalni Węgla Kamiennego "Piast" w Tychach zakończonego 28 grudnia 1981 roku. Wraz z utworami "Idą pancry na Wujek" i "List do generała" stanowiły w stanie wojennym tryptyk nawiązujący do pacyfikacji przez komunistów strajku w kopalni "Wujek" (w wierszu znajdują się m.in. słowa „żona z Wujka ma czarną sukienkę, a poza tym jest wreszcie normalnie”). 
Utwór, o mocnej stronie historycznej i dokumentacyjnej, silnie eksponuje motyw kat-ofiara. Uwypukla bezsilność i bezbronność robotników oraz ich rodzin wobec komunistycznej przemocy stosowanej przez władze państwowe (gazy łzawiące, czołgi, pałki). Ten element sprawia, że wiersz wykracza daleko poza ukazanie konfliktu politycznego na linii władza-społeczeństwo, obrazując szerszy konflikt moralny między siłą, przemocą i bestialstwem, a pokojem i bezbronnością. Wiersz nie epatuje chęcią rewanżu, ma za to wyraźny ton skargi i wyraża ból ofiar.